# Brian D'Amato
Brian D’Amato es un escritor y escultor estadounidense, autor de, entre otras, la novela 2012, editada por VíaMagna en España y por Dutton en Estados Unidos.

## Biografía
Se licenció en la Universidad de Yale e hizo un máster en la Universidad de Nueva York. Enseñó arte e historia del arte en la Universidad de Ohio y trabajó en una galería de arte de Nueva York. Ha expuesto sus esculturas e instalaciones en galerías y museos de arte de renombre y ha escrito para varias revistas, incluida Vogue.
Se cria junto al Lago Míchigan y Hillary Clinton fue su canguro cuando ella estudiaba Ciencias Políticas (Ver artículo en Mlive.com).
Ha vivido como un ermitaño en la antigua casa, junto al lago, desde que empezó a escribir 2012, sin coger el coche durante meses. Cuando no escribe, vive en Nueva York, donde tiene un apartamento nuevo, porque el último acabó dañado por los atentados del 11 de septiembre a las Torres Gemelas (Ver artículo en Mlive.com).
Es hijo de la escritora de novelas de misterio Barbara D’Amato. Su primera novela, Belleza (Beauty), fue un best seller en Estados Unidos y otros países, y ha sido traducida a varias lenguas.